# Le Pain Français

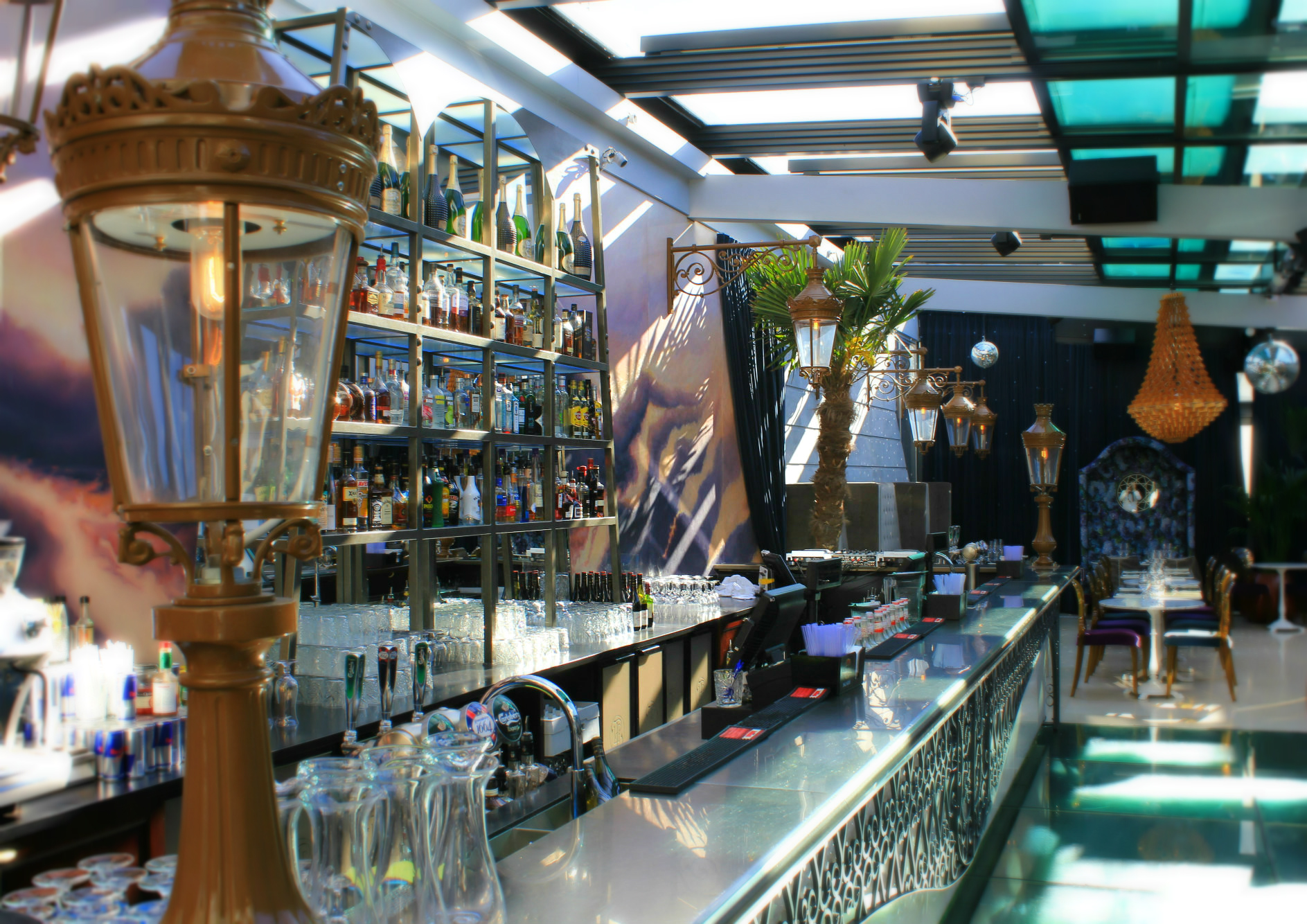
Le Pain Français Bistros takterrass.

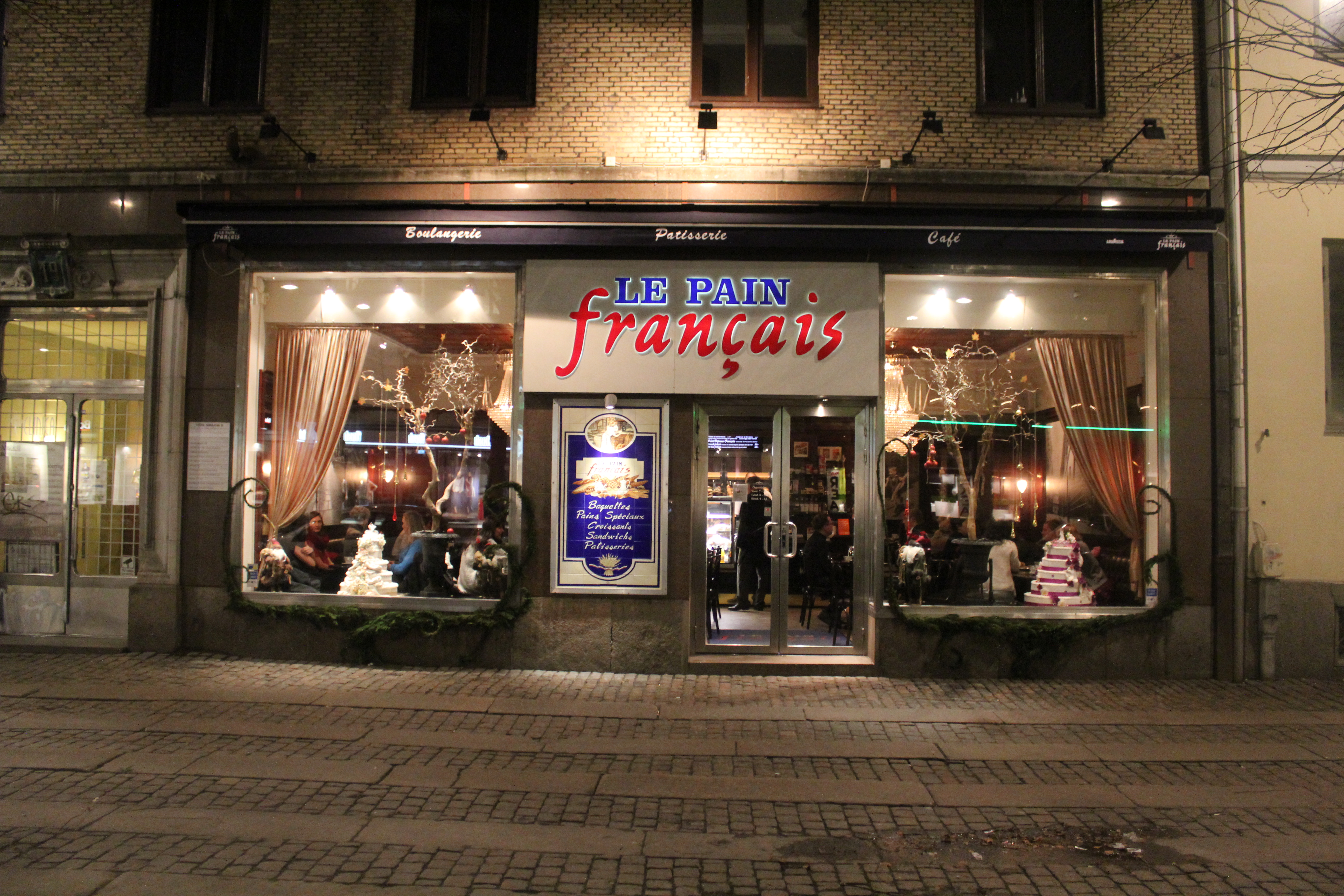
Le Pain Français på Västra Hamngatan i Göteborg.

Le Pain Français (franska, det franska brödet) är en kafé- och restaurangkedja i Göteborg. Konceptet är franskt och utbudet består av traditionella franska bröd och bakverk. Kedjan består i dag av tolv kaféer, varav elva i Göteborg samt ett i Partille.  Två av enheterna kombinerar kafé med restaurang.  Sedan 2003 äger Munir Samuelsson Le Pain Français. 2011 tog Munir in Markus i konceptet.

## Historia
Le Pain Français startades 1995 av den franske bagaren André Talon, Under de första åren ägnade sig företaget enbart åt brödleverans. Talon öppnade tillsammans med Christian Proust det första kaféet med bageri och konditori på Övre Husargatan i Göteborg hösten 1997. Mellan 1998 och 2003 drevs det av Anna Schärlin. Under hennes ledning renodlades det franska konceptet och blev snabbt mycket populärt. Även finkrogar som Basement, Fond och Sjömagasinet serverade på den tiden bröd från Le Pain Français. I början av 2000-talet fick kaféets hantverksmässiga tillverkning med råvaror och bagare från Frankrike uppmärksamhet i media. 
Bröderna Samuelsson tog över kaféet 2003, och har sedan övertagandet öppnat elva nya enheter. I juli 2013 öppnade Le Pain Français Bistro på Kungsportsavenyn 7. . Bistron var ett franskt kafé kombinerat med restaurang och bar utspritt på fyra våningar. Inredningen och designen i bistron har uppmärksammats i internationell media. Idag har kedjan 2 restauranger och 8 caféer.